# Horace Andy

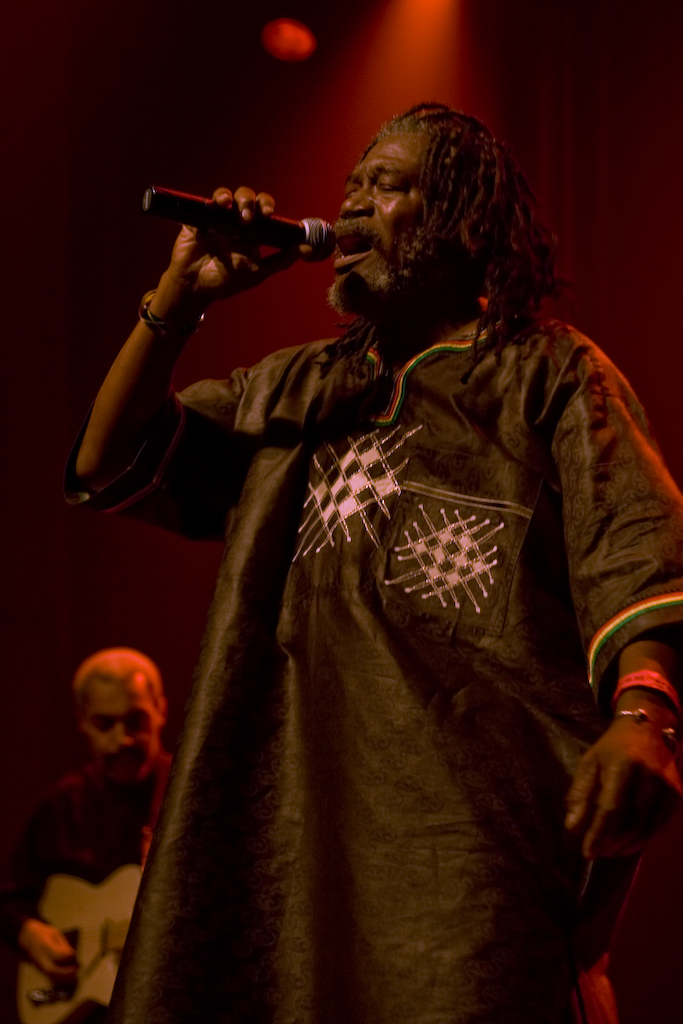
Horace Andy w 2007

Horace Andy (właściwie Horace Hinds, ur. 19 lutego 1951 w Kingston) – jamajski piosenkarz roots reggae.
Hinds nagrał swojego pierwszego singla "This is a Black Man's Country" w 1967 roku. W 1977 roku, przeprowadził się do Hartford w stanie Connecticut w Stanach Zjednoczonych, razem ze swoją pierwszą żoną Claudette. Od 1985 roku mieszka w Londynie. Prekursor stylu dancehall. W 1990 roku związał się z bristolską grupą trip-hopową Massive Attack, jest jedynym gościnnym artystą, który wystąpił na wszystkich pięciu płytach zespołu. W latach 90. współpracował z Mad Professorem.
W popkulturze znany szerzej z coveru utworu Ain't No Sunshine Billa Withersa, w polskiej wersji nagranego przez Budkę Suflera pod tytułem "Sen o dolinie".

## Albumy
- Skylarking (1972)
- You Are My Angel (1973)
- Earth Must Be Hell (1974)
- Earth Must Be Hell - Dub (1974)
- In the Light (1977)
- In the Light Dub (1977)
- Pure Ranking (1978)
- Bim Sherman Meets Horace Andy and U Black Inna Rub a Dub Style (1980)
- Natty Dread a Weh She Want (1980)
- Unity Showcase (1981)
- Dance Hall Style (1982)
- Showcase (1984)
- Confusion (1984)
- Sings for You and I (1985)
- Clash of the Andy's (1985)
- Elementary (1985)
- Reggae Superstars Meet (1986)
- From One Extreme to Another (1986)
- Haul & Jack Up (1987)
- Fresh (1988)
- Shame and Scandal (1988)
- Everyday People (1988)
- Rude Boy (1993)
- Jah Shaka Meets Horace Andy (1994)
- Dub Salute 1 Featuring Horace Andy (1994)
- Seek and You Will Find (1995)
- Seek and You Will Find - The Dub Pieces (1995)
- Life Is for Living (1995)
- Roots and Branches (1997)
- See and Blind (1998)
- Living in the Flood (1999)
- Mek It Bun (2002)
- From the Roots: Horace Andy Meets Mad Professor
- This World (2005)
- Livin' It Up (2007)
- On Tour (2008)